# Sidney Toler
Sidney Hooper Toler (ur. 28 kwietnia 1874, zm. 12 lutego 1947) – amerykański aktor, dramaturg, reżyser teatralny, dyrektor teatru. Znany także jako drugi nieazjatycki odtwórca postaci Charlie Chana.

## Filmografia
| Rok  | Tytuł                              | Rola                      |
| ---- | ---------------------------------- | ------------------------- |
| 1929 | Madame X (Absinthe)                | Dr. Merivel               |
| 1930 | The Devil's Parade                 | Satan                     |
| 1931 | Strictly Dishonorable              | Patrolman Mulligan        |
| 1932 | Blondie of the Follies             | Pete                      |
| 1932 | Blond Venus (Blonde Venus)         | Detektyw Wilson           |
| 1932 | The Phantom President              | Profesor Aikenhead        |
| 1933 | The Narrow Corner                  | Ryan, the Go-Between      |
| 1934 | Spitfire                           | Mr. Jim Sawyer            |
| 1934 | The Trumpet Blows                  | Pepi Sancho               |
| 1934 | Upper World                        | Officer Moran             |
| 1935 | Romance in Manhattan               | Police Sergeant           |
| 1935 | The Call of the Wild               | Joe Groggins              |
| 1936 | Three Godfathers                   | Prof. Amos Snape          |
| 1936 | The Gorgeous Hussy                 | Daniel Webster            |
| 1936 | Our Relations                      | Captain of SS Periwinkle  |
| 1937 | That Certain Woman                 | Detektyw Lieutenant Neely |
| 1937 | Double Wedding                     | Mr. Keough                |
| 1938 | Gold Is Where You Find It          | Harrison McCooey          |
| 1938 | The Mysterious Rider               | Frosty Kilburn            |
| 1938 | If I Were King                     | Robin Turgis              |
| 1938 | Up the River                       | Jeffrey Mitchell          |
| 1938 | Charlie Chan in Honolulu           | Charlie Chan              |
| 1939 | Disbarred                          | G.L. „Hardy” Mardsen      |
| 1939 | Charlie Chan in City in Darkness   | Charlie Chan              |
| 1940 | Charlie Chan in Panama             | Charlie Chan              |
| 1940 | Charlie Chan's Murder Cruise       | Charlie Chan              |
| 1940 | Charlie Chan at the Wax Museum     | Charlie Chan              |
| 1940 | Murder Over New York               | Charlie Chan              |
| 1941 | Charlie Chan in Rio                | Charlie Chan              |
| 1942 | Castle in the Desert               | Charlie Chan              |
| 1943 | A Night to Remember                | Inspector Hankins         |
| 1943 | White Savage                       | Wong                      |
| 1943 | Isle of Forgotten Sins (Monsoon)   | Krogan/Carruthers         |
| 1944 | Charlie Chan in the Secret Service | Charlie Chan              |
| 1944 | The Chinese Cat                    | Charlie Chan              |
| 1944 | Black Magic                        | Charlie Chan              |
| 1945 | It's in the Bag! (The Fifth Chair) | Detektyw Sully            |
| 1945 | The Shanghai Cobra                 | Charlie Chan              |
| 1945 | The Red Dragon                     | Charlie Chan              |
| 1945 | The Scarlet Clue                   | Charlie Chan              |
| 1946 | Dark Alibi                         | Charlie Chan              |
| 1946 | Shadows Over Chinatown             | Charlie Chan              |
| 1946 | The Trap                           | Charlie Chan              |